# Obereopsis seminigra
Obereopsis seminigra är en skalbaggsart som beskrevs av Stefan von Breuning 1950. Obereopsis seminigra ingår i släktet Obereopsis och familjen långhorningar. Inga underarter finns listade i Catalogue of Life.